# Cilunculus acanthus
Cilunculus acanthus is een zeespin uit de familie Ammotheidae. De soort behoort tot het geslacht Cilunculus. Cilunculus acanthus werd in 1969 voor het eerst wetenschappelijk beschreven door Fry & Hedgpeth. 